# Amro Jenyat
Amro Jenyat (arab. عمرو جنيات; ur. 15 stycznia 1993 w Himsie) – syryjski piłkarz grający na pozycji prawego obrońcy. Od 2018 jest zawodnikiem klubu Al-Shabab SC Seeb.

## Kariera piłkarska
Swoją karierę piłkarską Jenyat rozpoczął w klubie Al Karama, w którym w 2011 roku zadebiutował w pierwszej lidze syryjskiej. W 2013 roku był z niego wypożyczony do Al-Muhafaza SC. W 2014 przeszedł do omańskiego Al-Shabab Seeb. W sezonie 2015/2016 grał w Al Karama, z którym wywalczył wicemistrzostwo Syrii. W sezonie 2016/2016 ponownie grał w Al-Shabab SC Seeb i został z nim wicemistrzem Omanu. Sezon 2017/2018 rozpoczął w Al-Karama, a kończył w Dhofar Salala. W 2018 wrócił do Al-Shabab SC Seeb.

## Kariera reprezentacyjna
W reprezentacji Syrii Jenyar zadebiutował 12 listopada 2014 w wygranym 3:0 towarzyskim meczu z Malezją. W 2019 roku powołano go do kadry na Puchar Azji.